# Biblia Kennicott

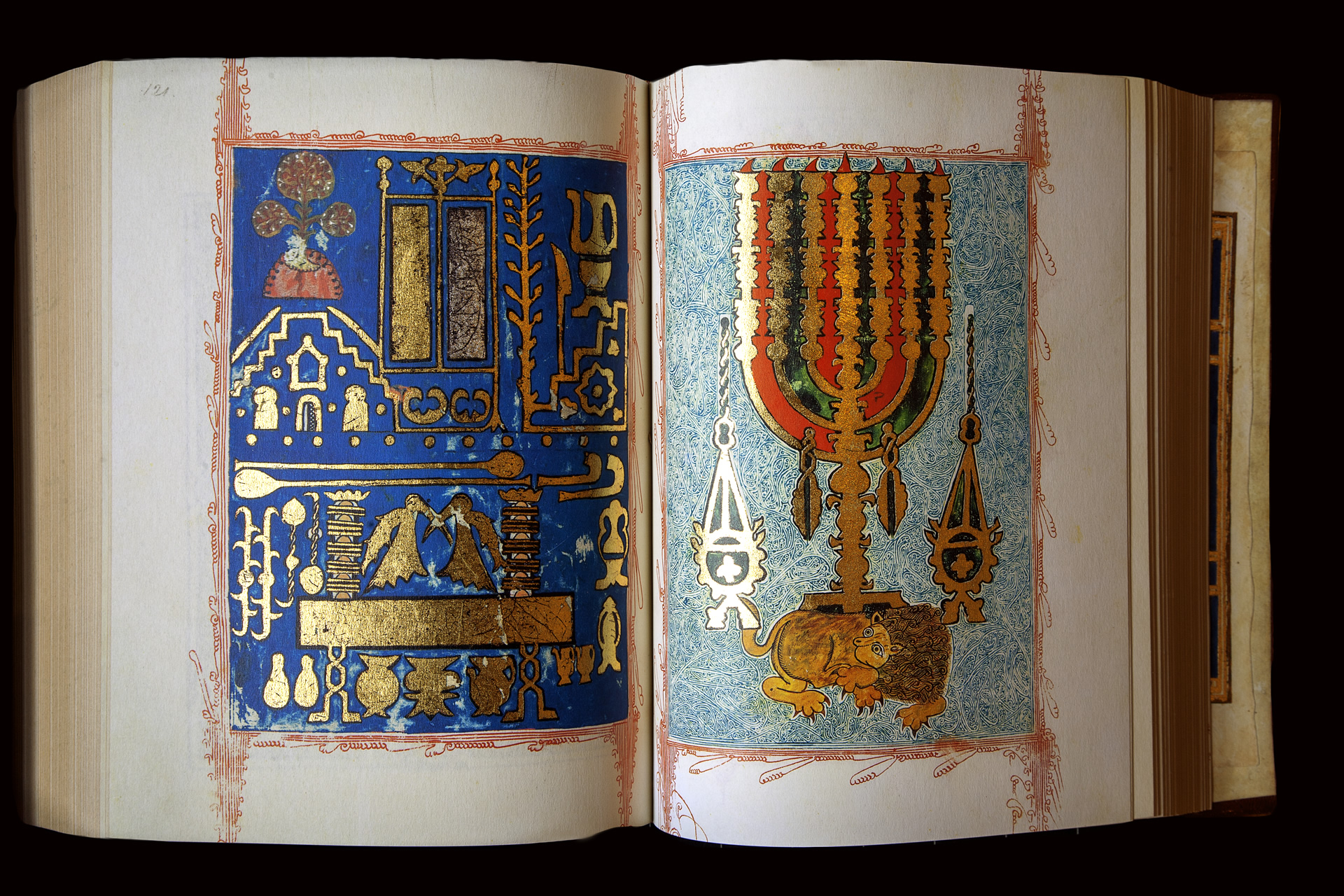
Dos de las páginas completamente ilustradas de la Biblia Kennicott en una edición facsímil.

La Biblia de Kennicott, a veces denominada primera Biblia de Kennicott, es una copia manuscrita de la Biblia hebrea escrita en la ciudad de La Coruña en 1476, siendo uno de los manuscritos iluminados más exquisitos que se conocen en lengua hebrea; está considerado como una de las obras cumbre de la ilustración medieval, e incluso el manuscrito sefardí más lujosamente ilustrado del siglo XV. El manuscrito fue redactado en la ciudad de La Coruña por el calígrafo Moisés Ibn Zabarah e iluminado por Joseph Ibn Hayyim y fue descubierto en el siglo XVIII. Está considerado por algunos, como el historiador Carlos Barros, el manuscrito religioso más importante de la Edad Media gallega.
El manuscrito recibe su nombre de Benjamin Kennicott, un canónigo de la catedral de la Iglesia de Cristo de Oxford (Inglaterra), que compró el manuscrito a la Biblioteca Radcliffe, de donde fue transferido a la Biblioteca Bodleian en 1872.
Uno de los aspectos más destacados del ejemplar es la estrecha colaboración que muestra entre el autor del texto y el iluminador, algo pocas veces conseguido en este tipo de trabajo, según el historiador de la cultura judía Cecil Roth.